# Nacerá una bruja
Nacerá una bruja (titulado originalmente en inglés A Witch Shall Be Born) es uno de los relatos originales que Robert E. Howard escribió para su personaje de espada y brujería Conan el Cimmerio. Escrito y publicado en 1934 en la revista Weird Tales el relato trata de una bruja que reemplaza a su hermana gemela como reina de una ciudad-estado, lo que le hace entrar en conflicto con Conan, quien hasta entonces había sido el capitán de la guardia de la reina. Temas de la paranoia y la dualidad de las hermanas gemelas son de suma importancia en esta historia, pero también la tienen elementos del conflicto entre la barbarie y la civilización, una temática común a todas las historias de Conan.

## Trama
La Reina Taramis de Khauran despierta un día para encontrarse a una hermana gemela idéntica, Salomé, mirándola fijamente a la cara. Siendo una niña, Salomé fue considerada una bruja debido a una marca de nacimiento de una media luna creciente en su pecho. Esta marca de nacimiento se consideraba que era un signo de mal, por lo que la abandonaron en el desierto para que  muriera. Sin embargo, un mago de Khitai la encontró, la crio y la instruyó en las artes de la brujería.
Salomé ha conspirado con Constancio, conocido como «El Halcón», el líder Kothio de un ejército de mercenarios semitas, para apoderarse de la ciudad-estado. Taramis es llevada al calabozo, lo que implica tortura y violación. Salomé asume la identidad de Taramis como reina de Khauran y nombra a Constancio su consorte real. El ejército de Khauran es disuelto y reemplazado por los mercenarios de Constancio, un hecho que hace que el capitán de la guardia de la reina, Conan el cimerio, se niege a obedecer la orden.
Después de resistirse y matar a un buen número de semitas, Conan es  capturado finalmente y crucificado por su desafío. Olgerd Vladislav, el líder Zaporosko de una banda de saqueadores del desierto Zuagir, se encuentra con el crucificado Conan a kilómetros de las murallas de la ciudad. Vladislav no le ayuda del todo a Conan, hace cortar la cruz, dejando a la suerte y la resistencia de Conan el ser o no aplastado por la pesada madera. Luego le hace desclaver la mano y Conan se acaba de liberar el mismo. Entonces Vladislav  se niega a darle agua a Conan, afirmando que el cimerio debe esperar hasta después de una caminata de diez millas al campamento de los fuera de la ley para demostrar su valía para pertenecer a su banda.
En Khauran, el reino de Salomé está sumido en la ruina. Los ciudadanos son asesinados, torturados o vendidos como esclavos, se imponen altos impuestos y las mujeres son con frecuencia violadas por los semitas. Salomé profana el templo de Ishtar en el centro de la ciudad y convoca a un demonio, Thaug, para que viva en él.
Conan es ahora el lugarteniente de Vladislav, al tiempo que establece la comunicación secreta en Khauran. Cuando tiene fuerzas suficientes arrebata el liderazgo de los zuagires a Vladislav, pero en agradecimiento por haberlo salvado de la cruz no mata a Vladislav. El ejército mercenario marcha a la ciudad para una batalla a campo abierto con Conan esperando solo los zuagires con armas ligeras, pero son tomados por sorpresa por la caballería pesada de Khauran escondida entre ellos.
Mientras tanto, Valerius, un exmiembro del ejército de Khauran, ha descubierto el secreto de la prisión de Taramis. Con las fuerzas de Conan acercándose a Khauran, Valerius planea rescatar Taramis y revelar la conspiración a la gente con la verdadera reina. Cuando se hace evidente que Conan ha derrotado a los semitas de Constancio, Salomé decide matar a Taramis antes que Conan pueda tomar la ciudad. Se frustra el intento de rescate de Valerius y lleva a Taramis al antiguo templo de Ishtar para sacrificarla a Thaug. Valerius cambia a Taramis por Salomé en el sacrificio, lo que libera a Thaug. Conan, llegando con sus fuerzas Zuagir, matan al demonio con dos tramos de flechas.
Taramis ofrece a hacer a Conan capitán, pero él se niega y pasa a Valerius en su lugar. Conan, como jefe de los zuagires, atrapa a los semitas restantes y captura a Constantio. Antes de salir de Khauran, Conan crucifica a Constancio con el tronco del crucifijo del que escapó.

## Adaptación
La historia fue adaptada a cómic por Roy Thomas y John Buscema.
El pasaje de la crucifixión fue utilizado para una escena de la primera película de Conan, Conan el Bárbaro, en 1982. El guion original de la película, escrito por Oliver Stone, se basa en Nacerá una bruja así como en otro relato de Conan, El coloso negro.
El nombre de «reina Taramis» también fue utilizado en la segunda película de Conan, Conan el Destructor, de 1984, en la que el personaje de Taramis fue interpretado por la actriz Sarah Douglas. La marca de Salomé también aparece en esta película, pero no se utiliza de la misma manera.
- Datos: Q4395895
- Multimedia: A Witch Shall be Born / Q4395895